# 12235 Imranakperov
12235 Imranakperov eller 1986 RB12 är en asteroid i huvudbältet som upptäcktes den 9 september 1986 av den rysk-sovjetiska astronomen Ljudmila Karatjkina vid Krims astrofysiska observatorium på Krim. Den är uppkallad efter Akperov Imran Guru Ogly.
Asteroiden har en diameter på ungefär 25 kilometer och tillhör asteroidgruppen Ursula.